# Wit z Chotela
Wit z Chotela, Vitus z Chotla herbu Janina – biskup płocki, fundator kilku klasztorów norbertanów na terenie Polski.
Urodził się w miejscowości Chotel Czerwony niedaleko od Wiślicy. Z zapisów Jana Długosza wyłania się bardzo pozytywny obraz biskupa Wita jako człowieka wszechstronnie wykształconego, skromnego i pobożnego. Wiadomo z nich też, że bp Wit należał do grupy duchownych związanych z księciem Kazimierzem Sprawiedliwym.
W latach osiemdziesiątych lub dziewięćdziesiątych XII w., biskup Wit wraz ze swym bratem Dzierżkiem ufundowali trzy klasztory należące do linii strahowsko-brzeskiej. Jednym z nich był klasztor w leżącym na północ od Wiślicy Busku. Jego fundacja zachowała jedyny w swoim rodzaju dokument – testament rycerza Dzierżka, pierwszy w Polsce, spisany prawdopodobnie około 1190 r. Rycerz ów, wyprawiając się na krucjatę, wyposażył klasztor w Busku, a równocześnie nakłaniał żonę, by do tego klasztoru wstąpiła. Dzierżko przekazał klasztorowi 10 wsi, swój cały czy prawie cały majątek.
Wit fundował też Witów, gdzie sprowadził norbertanów i norbertanki.
Wspólnie z wojewodą mazowieckim Żyronem fundował klasztor w Płocku, od początku najprawdopodobniej żeński, jak i Zwierzyniec.
Według przekazów historycznych biskup Wit ufundował w Pułtusku kościół św. Marii Magdaleny. On też prawdopodobnie, około roku 1190, erygował parafię pw. św. Szczepana w Bądkowie, w dekanacie dobrzyńskim nad Wisłą.